# Provincia de Parinacota
Provincia de Parinacota är en provins i Chile.   Den ligger i regionen Región de Arica y Parinacota, i den norra delen av landet, 1 700 km norr om huvudstaden Santiago de Chile. Antalet invånare är 3 156. Arean är 8 147 kvadratkilometer.
Terrängen i Provincia de Parinacota är huvudsakligen bergig, men åt nordost är den kuperad.
Provincia de Parinacota delas in i:
- General Lagos
- Putre

Omgivningarna runt Provincia de Parinacota är i huvudsak ett öppet busklandskap. Trakten runt Provincia de Parinacota är nära nog obefolkad, med mindre än två invånare per kvadratkilometer.